# Règle des cinq secondes
Pour les articles homonymes, voir Règle des cinq secondes (homonymie).

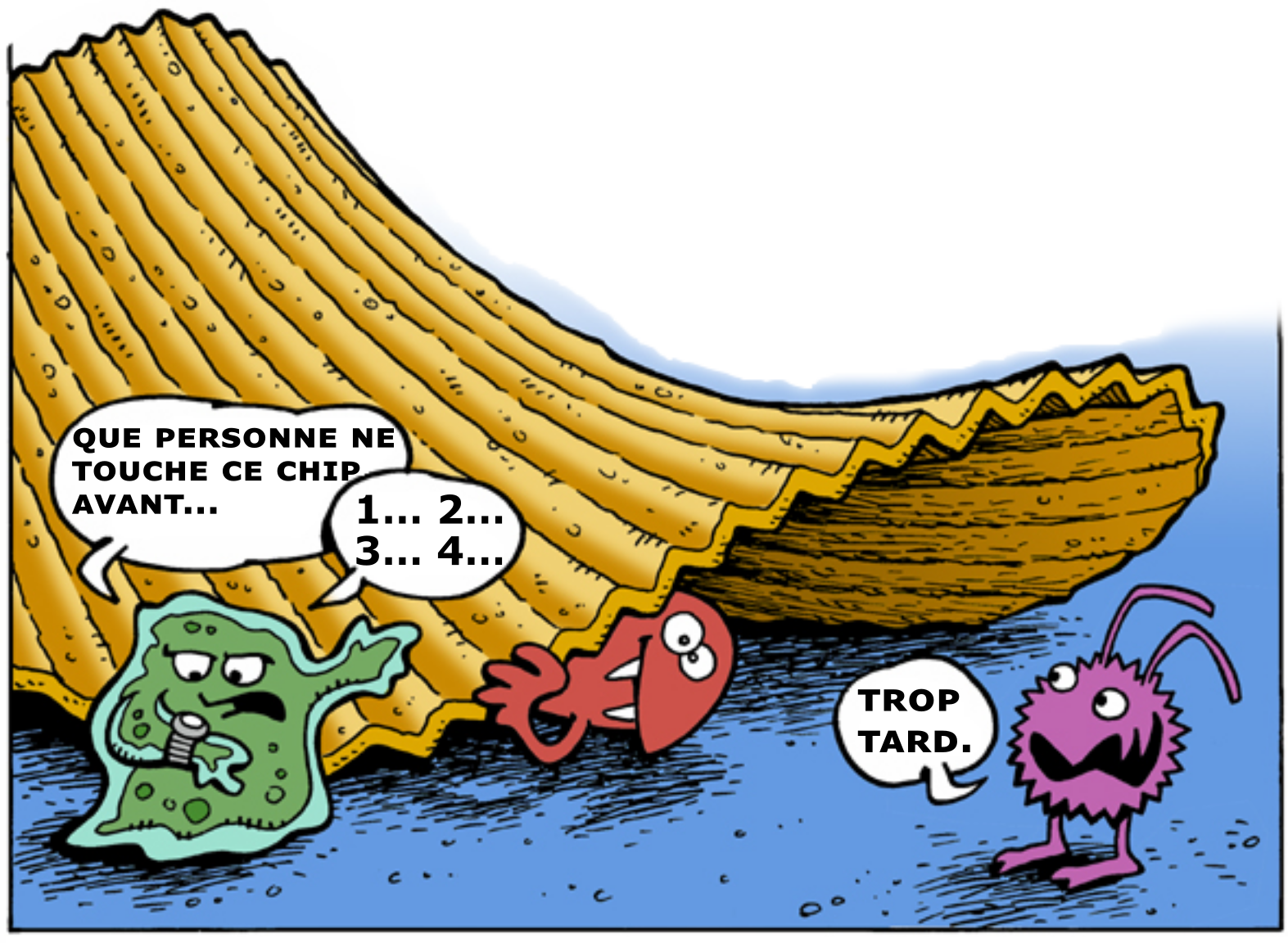
Dessin humoristique représentant une chips et des microbes qui chronomètrent les quelques secondes avant de s'en emparer.

La règle des cinq secondes est une croyance anglo-saxonne qui postule que la nourriture qui tombe au sol ne sera pas contaminée par, notamment, des bactéries, si elle est ramassée moins de cinq secondes après sa chute. Bien que certaines personnes y croient, elle est généralement invoquée devant ses pairs par une personne désirant rendre socialement acceptable la récupération et l'ingestion de nourriture tombée au sol.
Il existe plusieurs variantes à cette « règle » avec des durées différentes. Souvent, cette dernière est ajustée en fonction du temps mis à récupérer la nourriture par la personne qui invoque la règle.

## Recherche
La règle des cinq secondes a suscité l'intérêt de chercheurs pour ses aspects de santé publique et sociologiques.
En 2003, l'interne Jillian Clarke, de l'université de l'Illinois à Urbana-Champaign, réalise un sondage où 56 % des répondants et 70 % des répondantes affirment être familiers avec la règle des cinq secondes. Elle a également établi que de la nourriture peut être contaminée par une brève exposition sur du carrelage sur lequel on a introduit la bactérie E. coli, mais n'obtient pas de résultat significatif concernant la contamination sur un sol public. Pour ses travaux, Clarke a reçu le prix Ig Nobel en 2004.
En 2006, une autre étude publie des résultats concernant la contamination de bois, carrelage et tapis de nylon par la salmonelle. L'étude démontre que la bactérie est toujours présente sur ces surfaces après 28 jours d'exposition en conditions sèches. Après 8 heures, la bactérie peut toujours contaminer du pain et du baloney en moins de 5 secondes, bien qu'une exposition d'une minute augmente la contamination d'environ un facteur 10 sur les surfaces carrelées et tapis. 
La règle des cinq secondes a également été abordée dans un épisode de la troisième saison de la série MythBusters. Aucune différence significative n'a été montrée entre une exposition de 2 secondes et une exposition de 6 secondes. Cependant, une corrélation a été trouvée entre le nombre de bactéries et l'humidité, la géométrie et la position de chute de la nourriture.
Dans un épisode de Food Detectives (en), Ted Allen (en) a expérimenté la règle. Il a découvert que les bactéries vont rapidement envahir la nourriture et que les endroits les plus passants vont amener plus de bactéries sur la nourriture.

## Dans la culture populaire
La règle des cinq secondes a été abordée dans plusieurs œuvres populaires telles Osmosis Jones, Grey's Anatomy, The Late Late Show with Craig Ferguson, Arthur, Les Aventures de Bucket et Skinner, Lucky Star, Nichijou, Smosh,  How I Met Your Mother, Parks and Recreation, Les Simpson, Banshee, Parents mode d'emploi, Superstore (S6E08), Fubar (série télévisée)… Elle est aussi abordée dans le jeu en ligne Wakfu, durant une quête en cuisine, de même que dans le jeu Hades, lorsque le personnage Zagreus aperçoit de la nourriture au sol.